# Omloop van het Waasland 1970
 De 6e editie van de Belgische wielerwedstrijd Omloop van het Waasland vond plaats op 29 maart 1970. De start en finish vonden plaats in Kemzeke. De winnaar was Etienne Antheunis, gevolgd door Ronny Van De Vijver en Daniel Van Ryckeghem.

## Uitslag
| Omloop van het Waasland 1970 |                      |               |         |
| Plaats                       | Naam                 | Ploeg         | Tijd    |
| Winnaar                      | Etienne Antheunis    | Faemino-Faema | 4u14'0" |
| 2                            | Ronny Van De Vijver  | Flandria-Mars | z.t.    |
| 3                            | Daniel Van Ryckeghem | Mann-Grundig  | 10"     |

1965 · 1966 · 1967 · 1968 · 1969 · 1970 · 1971 · 1972 · 1973 · 1974 · 1975 · 1976 · 1977 · 1978 · 1979 · 1980 · 1981 · 1982 · 1983 · 1984 · 1985 · 1986 · 1987 · 1988 · 1989 · 1990 · 1991 · 1992 · 1993 · 1994 · 1995 · 1996 · 1997 · 1998 · 1999 · 2000 · 2001 · 2002 · 2003 · 2004 · 2005 · 2006 · 2007 · 2008 · 2009 · 2010 · 2011 · 2012 · 2013 · 2014 · 2015 · 2016 · 2017 · 2018 · 2019 · 2020 · 2021 · 2022 · 2023 · 2024